# Gouvernement al-Hassi
Pour les articles homonymes, voir gouvernement de salut national.
État de Libye
Miitig al-Ghowel
Le gouvernement Omar al-Hassi, ou gouvernement de salut national, était le gouvernement de la Libye du 6 septembre 2014 au 31 mars 2015.
Ce gouvernement était opposé au gouvernement Abdallah al-Thani.

## Historique
Le 25 août 2014, Omar al-Hassi est nommé Premier ministre par le Congrès général national. Le 2 septembre 2014, il forme son gouvernement. Il prend ses fonctions le 6 septembre.
Le 31 mars 2015, il est destitué.

## Composition
| Portefeuille                                    | Ministre                       |
| ----------------------------------------------- | ------------------------------ |
| Premier ministre                                | Omar al-Hassi                  |
| Vice-Premier ministre                           | Ali Mohamed Omar               |
| Vice-Premier ministre                           | Tayeb Moustafa Abdelsalam      |
| Ministre chargé de l'Aide aux blessés           | Khalid Ibrahim Mohamed         |
| Ministre des Affaires étrangères                | Mohamed al-Ghariani            |
| Ministre de l'Aide aux victimes et aux Disparus | Ragia Hassan al-Gountri        |
| Ministre de l'Éducation                         | Asmeda Tahir al-Allam          |
| Ministre de l'Électricité                       | Noureddin Ali Salam            |
| Ministre de l'Enseignement supérieur            | Younis Abdel Moniem Mansour    |
| Ministre des Finances                           | Osman Younis Barasi            |
| Ministre de l'Industrie                         | Moftah Ali Moftah              |
| Ministre de la Jeunesse et des Sports           | Nasser el-Din Mohamed al-Bouni |
| Ministre du Logement                            | Hicham Mohamed Boubaker        |
| Ministre du Pétrole                             | Machallah Zwai                 |
| Ministre des Transports                         | Ramadan Zamit                  |